# Sergio Escudero
Sergio Escudero (født 1. september 1988) er en japansk fodboldspiller, som spiller for den japanske fodboldklub Kyoto Sanga FC.